# Alicia Giménez Bartlett
Alicia Giménez Bartlett, née le 10 juin 1951 à Almansa, dans la province d'Albacete, est une romancière espagnole, notamment autrice de roman policier.

## Biographie
Alicia Giménez Bartlett nait le 10 juin 1951 à Almansa, en Espagne. Son père est cheminot et lui raconte des histoires qui la marquent. Après avoir étudié les langues à l'Université de Valence, elle soutient un doctorat à l'Université de Barcelone,. Elle fait des recherches  sur Gonzalo Torrente Ballester, qu'elle publie en 1984.

### Carrière littéraire
Elle publie son premier roman, Exit, en 1984. En 1997, son roman Una habitación ajena, qui évoque les tensions entre Virginia Woolf et sa servante Nelly, lui vaut le Prix Femenino Lumen.  Un an auparavant, en 1996, la lecture d'un roman de Patricia Cornwell la convainc de se lancer dans le genre policier. Elle crée ainsi le personnage de Petra Delicado, une femme inspecteur de police, héroïne de plusieurs romans policiers. Cette série, qui obtient un vif succès, est traduite en plusieurs langues et lui vaut plusieurs distinctions, dont le prix Raymond-Chandler. En 1999, une série télévisée de 13 épisodes de la chaîne Telecinco adapte les enquêtes de Petra Delicado, incarnée par la chanteuse et actrice Ana Belén, et de son inséparable compagnon, Fermín Garzón, joué par Santiago Segura.
En 2011, Alicia Giménez Bartlett remporte le Prix Nadal pour son roman historique Donde nadie te encuentre, qui évoque la vie de Teresa Pla Meseguer, surnommée La Pastora, une hermaphrodite humiliée par un lieutenant de la Guardia Civil en 1949 qui s'engagea ensuite dans la guérilla anti-franquiste.
L'autrice a vécu à Barcelone à partir de 1975. Dans les années 2020, elle réside à Vinaròs, dans la province de Castellón.
En 2015, elle obtient le prix Planeta pour Hombres desnudos, un roman sur la prostitution masculine.

## Œuvre

### Romans

#### SériePetra Delicado
1. Rites de mort [« Ritos de muerte »] (trad. Marianne Millon), Paris, Payot et Rivages, coll. « Rivages noir » (no 352), 2000 (ISBN 978-2-7436-0614-5 et 978-2-7436-5921-9).
2. Le jour des chiens [« Día de perros »] (trad. Marianne Millon), Paris, Payot et Rivages, coll. « Rivages noir » (no 421), 2002 (ISBN 978-2-7436-0915-3).
3. Les messagers de la nuit [« Mensajeros de la oscuridad »] (trad. Marianne Millon), Payot et Rivages, coll. « Rivages noir » (no 458), 2003 (ISBN 978-2-7436-1073-9).
4. Meurtres sur papier [« Muertos de papel »] (trad. Marianne Millon), Paris, Payot et Rivages, coll. « Rivages noir » (no 541), 2004 (ISBN 978-2-7436-1345-7).
5. Des serpents au paradis [« Serpientes en el paraíso »] (trad. Alice Déon), Paris, Éd. Payot & Rivages, coll. « Rivages noir » (no 636), 2007 (ISBN 978-2-7436-1650-2).
6. Un bateau plein de riz [« Un barco cargado de arroz »] (trad. Olivier Hamilton et Johanna Dautzenberg), Paris, Payot et Rivages, coll. « Rivages/Noir » (no 719), 2008 (ISBN 9782743616502).
7. Un vide à la place du cœur [« Nido vacío »] (trad. Olivier Hamilton et Johanna Dautzenberg), Paris, Payot et Rivages, coll. « Rivages/Noir » (no 797), 2010 (ISBN 2743621583).
8. Le silence des cloîtres [« El silencio de los claustros »], Paris, Éd. Payot & Rivages, coll. « Rivages Noir » (no 945), 2013 (ISBN 978-2-7436-2684-6).
9. Personne ne veut savoir [« Nadie quiere saber »] (trad. Olivier Hamilton et Johanna Dautzenberg), Paris, Éditions Payot & Rivages, coll. « Rivages-thriller », 2015 (ISBN 978-2-7436-3414-8).
10. La presidenta, Alfaguara, coll. « Alfaguara Negra », 2022 (ISBN 978-84-204-6118-2, OCLC on1305915894, lire en ligne).

#### Autres romans
- Exit (1984)
- Pájaros de oro (1987)
- Caídos en el valle (1989)
- El cuarto corazón (1991)
- Vida sentimental de un camionero (1993)
- La última copa del verano (1995)
- Una habitación ajena (1997) - Prix Femenino Lumen
- Secreta Penélope (2003)
- Días de amor y engaños (2006)
- Donde nadie te encuentre (2011) - Prix Nadal
- Hombres desnudos (2015) - Prix Planeta
- La presidenta (2022)

### Essais
- El misterio de los sexos (2000)
- La deuda de Eva (2002)

## Prix
- 1997 : Prix Femenino Lumen pour le roman Una habitación ajena[1].
- 2008 : Prix Raymond-Chandler pour la série Petra Delicado[1].
- 2011 : Prix Nadal pour le roman Donde nadie te encuentre[3].
- 2015 : Prix Planeta pour le roman Hombres desnudos.